# Paradioptis otanes
Paradioptis otanes är en fjärilsart som beskrevs av Druce 1893. Paradioptis otanes ingår i släktet Paradioptis och familjen tandspinnare. Inga underarter finns listade i Catalogue of Life.